# Pillsbury (Dakota du Nord)
Pour les articles homonymes, voir Pillsbury.
La ville de Pillsbury est située dans le comté de Barnes, dans l’État du Dakota du Nord, aux États-Unis. Sa population, qui s’élevait à 12 habitants lors du recensement de 2010, est estimée à 11 habitants en 2018.

## Histoire
Pillsbury a été fondée en 1911.

## Démographie
| 1920 | 1930 | 1940 | 1950 | 1960 | 1970 |
| ---- | ---- | ---- | ---- | ---- | ---- |
| 142  | 260  | 161  | 119  | 76   | 50   |

| 1980 | 1990 | 2000 | 2010 | - | - |
| ---- | ---- | ---- | ---- | - | - |
| 46   | 31   | 24   | 12   | - | - |

## Source
- (en) Cet article est partiellement ou en totalité issu de l’article de Wikipédia en anglais intitulé « Pillsbury, North Dakota » (voir la liste des auteurs).

1. ↑  (en) « Population and Housing Unit Estimates » (consulté le 11 juin 2019)
2. ↑  (en) Bureau du recensement des États-Unis, « Census of Population and Housing » (consulté le 31 octobre 2013)
3. ↑  (en) « Population Estimates », Bureau du recensement des États-Unis (consulté le 11 juin 2019)
4. ↑  (en) « Statistiques des États-Unis - Dakota du nord - Profils des comtés de 2010 » (consulté en juin 2021)